# Мортіша Аддамс
Мортісія (Мортіша) Аддамс (до шлюбу Фрамп) — матріарх родини Адамсів. Вигадана персонажка телевізійного та кіносеріалу «Сімейка Адамсів», створена карикатуристом Чарльзом Аддамсом у 1933 році.

## Мультфільми
Мортіша вперше з'явилася в газетних карикатурах Чарльза Аддамса як суворий, відсторонений матріарх сім'ї. Вона часто з'являлася з рештою сім'ї і була, нарівні з Гомесом і бабусею, однією з небагатьох членів, які насправді говорили в мультфільмах.

## Бекграунд
Мортіша — дружина Гомеса Аддамса та мати Венсдей, Пагслі та Пуберта Аддамс. Персонажка виникла в карикатурах Чарльза Аддамса для журналу The New Yorker у 1930-х роках. У мультфільмах ніхто з членів сім'ї не мав імені. Коли персонажі були адаптовані до телесеріалу 1964 року, Чарльз Аддамс створив її від англійського слова mortician — «власник похоронного бюро, трунар». Дошлюбне прізвище Мортісії — «Фрамп», у неї є старша сестра Офелія (її також зіграла Керолін Джонс в оригінальному телесеріалі). У телевізійному серіалі її матір (сестру дядька Фестера) звали Хестер Фрумп (роль Маргарет Гамільтон). Її свекруха — бабуся Аддамс. У фільмах «Сімейка Аддамсів» 1990-х сімейні стосунки змінюються для героїв Бабусі та Фестера. Бабуся насправді є матір'ю Мортісії, а не Гомеса, а Фестер — брат Гомеса, а не дядько Мортіші.
Справжня глава сімейства... тиха, прониклива і витончена, з рідкісною посмішкою... зруйнованою красою... презирлива, оригінальна і дико вірна сім'ї... навіть при прихильності — мовчазна, дотепна, часом смертельно небезпечна... віддана стриманим рапсодіям про її сад з смертоносного пасльону, блекоти і болотниці...— Charles Addams
Мортішу описують як відьму; вона струнка, з надзвичайно блідою шкірою та довгим розпущеним прямим чорним волоссям. В одному з епізодів її можна побачити в чорному гострому капелюсі. Зазвичай вона носить чорні сукні, що пасують до волосся, обтислі, з бахромою з тканинних «щупалець», схожих на восьминога, на подолі. Згідно з Венздей, Мортіша наносить на обличчя розпушувач для тіста замість справжнього макіяжу. У кожному епізоді вона легко зваблює свого чоловіка Гомеса, розмовляючи французькою (або будь-якою іншою іноземною мовою). Мортіша має музичні нахили, і її часто бачать, коли вона вільно грає на японському сямісені. Їй часто подобається зрізати бутони з троянд, які вона викидає (залишаючи лише стебла), любить вирізати паперових ляльок із трьома головами та робити светри з трьома руками, забирати пошту з ручної Речі та готувати для чоловіка незвичайні мікстури, зокрема око тритона. Її особиста вихованиця — Клеопатра, вигадана порода м'ясоїдних рослин під назвою «Африканський душитель», якій вона згодовує гамбургери та різне інше м'ясо.
Генеалогічне дерево Мортісії можна простежити до Салема, штат Массачусетс, і чаклунство також іноді мається на увазі в телесеріалі. Наприклад, Мортіша любить «курити» — це заняття, яке не включає сигарети чи сигари (якими часто захоплюється її чоловік), але натомість дим виходить безпосередньо з неї.
У 2009 році Мортіша Аддамс увійшла до списку Yahoo! 10 найкращих телевізійних матерів від Six Decades of Television за період 1964—1966. AOL назвав її однією зі 100 найбільш пам'ятних телевізійних персонажів.

## В інших медіа
Мортісію зіграла Керолін Джонс у телесеріалі, а також Анжеліка Г'юстон у "Сімейці Аддамсів " і її продовженні "Цінності сім'ї Адамсів". Зображення Г'юстон завжди освітлювалося примарним сяйвом навколо очей, яке ставало найпомітнішим, коли вона стояла або лежала в тьмяному світлі. Деріл Ганна зіграла Мортісію у фільмі 1998 року «Возз'єднання родини Аддамс». Канадська акторка Еллі Гарві зіграла Мортісію в серіалі «Нова сім'я Адамсів». У першому мультсеріалі, знятому в 1973 році, Мортісію озвучила Джанет Волдо. У мультсеріалі 1992 року її озвучила Ненсі Лінарі. У бродвейському мюзиклі 2010 року Мортісію зіграла Бебе Нойвірт. 28 червня 2011 року в ролі Мортісії її замінила Брук Шилдс.
Мортіша також була одним із джерел натхнення для персонажки Disney Magica De Spell, яку вперше створив і намалював Карл Баркс для всесвіту Дональда Дака. Наташа Фатале, лиходійка з мультфільмів Роккі та Булвінкл, також була заснована на дизайні Мортісії. Мортішу озвучила Шарліз Терон у фільмі «Сімейка Адамсів» (2019). Терон повторила свою роль у сиквелі, який вийшов на екрани 1 жовтня 2021 року.
Кетрін Зета-Джонс грає Мортісію в серіалі Netflix Wednesday. І вона, і Гомес вперше зустрілися в Nevermore Academy, школі-інтернаті для надприродних людей (також відомих як «Ізгої»), у спогадах з'ясовується, що Гомес і вона були причетні до смерті однокурсника Гаррета Гейтса, який намагався вбити Гомеса в сліпій люті. Директорка Вімс дуже ревнувала Мортісію, через її численні досягнення, хоча вони й були сусідами по кімнаті.